# プラビンド・ジュグノート
プラビンド・ジュグノート（英語:Pravind Jugnauth、ヒンディー語: प्रवीण जगन्नाथ、1961年12月25日 - ）は、モーリシャス共和国の政治家。2017年から2024年まで同国首相を歴任。2003年からモーリシャス社会主義運動の党首を務めている。

## 略歴
1961年12月25日、イギリス領モーリシャス、ヴェコア・フェニックスにて生まれる。父は同国第4代大統領を務めたアヌルード・ジュグノートである。バッキンガム大学、エクス=マルセイユ大学にて法学を学んだ。1990年にモーリシャス社会主義運動に入党した。2000年から2005年にかけて、農業大臣、財務大臣を歴任した。
2009年には議員に就任したはずの叔父のアショク・ジュグノートが賄賂の疑いで、議員を辞職。2017年、 選挙に当選し、モーリシャス保守党との連立政権となり、首相に就任。2019年の選挙でも当選。チャゴス諸島の領有権についても言及していて、国際司法裁判所を通じて、返還を求めている。
2024年モーリシャス総選挙で社会主義運動が敗北したことを受け、首相の座を引責退任した。